# Odontomyia hydroleonoides
Odontomyia hydroleonoides är en tvåvingeart som beskrevs av Johnson 1895. Odontomyia hydroleonoides ingår i släktet Odontomyia och familjen vapenflugor. Inga underarter finns listade i Catalogue of Life.